# Balistă

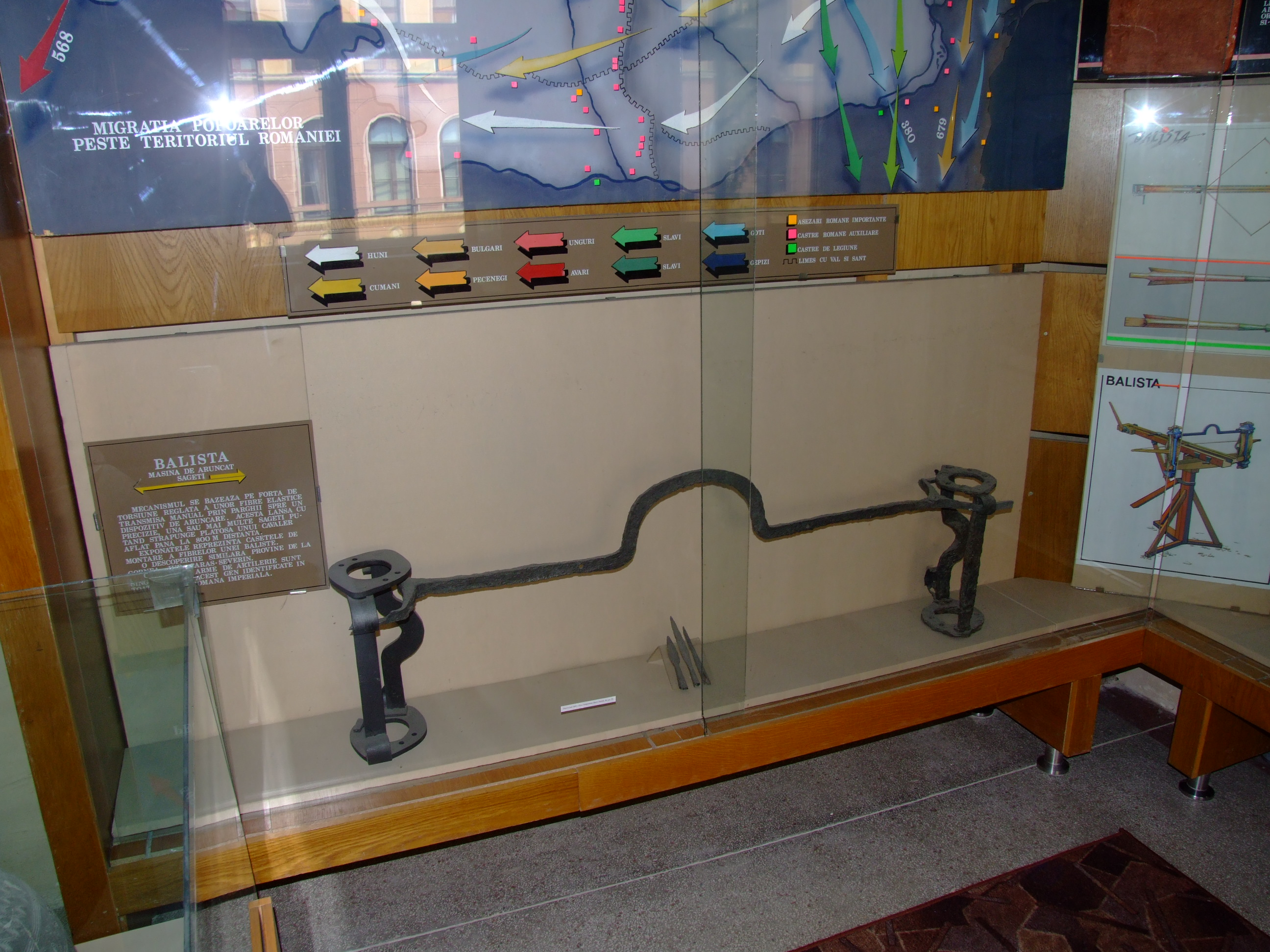
Partea metalică a unei baliste

Balista (din latină ballista) este o mașină de război folosită pentru aruncarea proiectilelor utilizând forța elastică. Ea a fost dezvoltată pe baza unor modele grecești mai simple. Romanii au fost cei care au perfecționat această armă folosind-o cu succes în lupte, atât la apărare, situație în care era amplasată pe turnurile fortificațiilor, pentru aruncarea proiectilelor din piatră, cât și la asedii, montate pe care trase de cai pentru a fi mai ușor transportate din loc în loc și amplasate în diferite puncte unde se angaja lupta.
Balista romană portabilă și de mici dimensiuni se numește scorpion.
Balista servea pentru lansarea proiectilelor din piatră, pe o traiectorie balistică. Mecanismul acesteia cuprindea următoarele părți componente: piedestal, braț de lansare, denumit și uluc, pentru așezarea și ghidarea proiectilului, arc și mecanisme pentru întinderea corzii. Fixarea ulucului se făcea în unghi de 45°, încât tragerea se efectua doar sub acest unghi. Distanța de aruncare a proiectilelor atingea până la 600 m, aceasta putând fi scurtată printr-o mai slabă încordare a arcului. 
Balistele erau formate din arcuri mari de fier care acționau brațul de lansare. Acesta avea o înclinare de 45 grade și era prevăzut cu un cursor mobil, iar cablul se întindea ca și coarda unui arc. Mecanismele din fier erau acționate prin forța de torsiune a unor legături de frânghii, care se realiza printr-un sistem de pârghii. Încordarea se făcea în funcție de distanța dorită pentru lovirea țintei. Balistele aveau capacitatea să lanseze ghiulele până la 30 kg pe o distanță de până la 600 m.
Pe teritoriul castrului roman de la Arcobadara au fost descoperite 27 de proiectile de piatră pentru baliste. Dintre acestea, 20 au fost realizate din tuf vulcanic, 5 din gresie și 2 din calcar fosilifer.